# HD 203842
HD 203842，又名BD+09 4800，SAO 126774、HR 8191，是一颗恒星，视星等为6.35，位于銀經62.3，銀緯-27.5，其B1900.0坐标为赤經21h 19m 31.6s，赤緯+9° -27.5′ 38″。